# Methanocella paludicola
A Methanocella paludicola egy metántermelő Archaea faj. Az archeák – ősbaktériumok – egysejtű, sejtmag nélküli prokarióta szervezetek. A neme típusfaja. Mezofil és hidrogenotróf szervezet. Először egy rizsföld talajában izolálták. Típustörzse: SANAET (=JCM 13418T =NBRC 101707T =DSM 17711T).

## Fordítás
- Ez a szócikk részben vagy egészben  a   Methanocella paludicola című angol Wikipédia-szócikk fordításán alapul.  Az eredeti cikk szerkesztőit annak laptörténete sorolja fel. Ez a jelzés csupán a megfogalmazás eredetét és a szerzői jogokat jelzi, nem szolgál a cikkben szereplő információk forrásmegjelöléseként.